# Van Weezer
Van Weezer es el decimoquinto álbum de estudio de la banda estadounidense Weezer. Fue lanzado el 7 de mayo de 2021 a través de Crush Music y Atlantic Records.

## Antecedentes
En febrero de 2019, el líder de Weezer, Rivers Cuomo, comenzó a trabajar en nuevas canciones con una influencia de hard rock, en contraste con el sonido pop rock y electropop que se había presentado en los álbumes anteriores de la banda, Pacific Daydream (2017), Teal Album y Black Album (2019). En una entrevista ese mes con Entertainment Weekly, Cuomo mencionó que un álbum titulado provisionalmente Van Weezer estaba en proceso, y que llevaría a la banda "de regreso a las grandes guitarras". Comentó que cuando la banda tocaba "Beverly Hills" en vivo en un concierto, él tocaba un solo de guitarra que no estaba presente en la versión grabada de la canción. "Nos dimos cuenta de que, recientemente, la multitud se vuelve loca cuando hago eso. Así que parece que tal vez la audiencia está lista para volver a triturar".
El álbum ha sido comparado con su cuarto álbum de estudio Maladroit (2002), y está inspirado en bandas de hard rock y heavy metal de los años 1970 y 80 como Kiss, Black Sabbath, Metallica y Van Halen (el último de los cuales inspiró el título del álbum). Cuomo también diría que el álbum es "tipo Blue Album, pero un poco más riffy".

## Lanzamiento
El 10 de septiembre de 2019, se lanzó el primer sencillo de Van Weezer, "The End of the Game", junto con un anuncio de que el álbum se lanzaría el 15 de mayo de 2020. El anuncio coincidió con la revelación de Hella Mega Tour, una gira de conciertos de 2020 con Weezer, Green Day y Fall Out Boy. El 6 de mayo de 2020, se lanzó el segundo sencillo "Hero" en los servicios de transmisión. El mismo día, Weezer anunció en las redes sociales que el álbum se había retrasado debido a la pandemia de coronavirus (COVID-19), y se burló de que dentro de la semana los fanáticos recibirían "sorpresas".
La canción "Blue Dream" se estrenó en el episodio de Los Simpson "The Hateful Eight-Year-Olds", en el que Weezer actuó como estrella invitada.
El 14 de agosto de 2020, la banda confirmó en Twitter que el álbum se había retrasado hasta mayo de 2021, para coincidir con el reprogramado Hella Mega Tour. Un nuevo sencillo titulado "Beginning of the End" lanzado el mismo día para la película Bill & Ted Face the Music.
El 6 de octubre de 2020, la banda anunció que el álbum estaría dedicado al guitarrista de Van Halen, Eddie Van Halen, tras su fallecimiento el mismo día.

## Lista de canciones
| Van Weezer track listing |                        |          |  |
| N.º                      | Título                 | Duración |  |
| 1.                       | «Hero»                 | 3:01     |  |
| 2.                       | «All the Good Ones»    | 2:44     |  |
| 3.                       | «The End of the Game»  | 3:57     |  |
| 4.                       | «I Need Some of That»  | 3:19     |  |
| 5.                       | «Beginning of the End» | 3:31     |  |
| 6.                       | «Blue Dream»           | 2:50     |  |
| 7.                       | «1 More Hit»           | 3:05     |  |
| 8.                       | «Sheila Can Do It»     | 2:57     |  |
| 9.                       | «She Needs Me»         | 2:52     |  |
| 10.                      | «Precious Metal Girl»  | 2:50     |  |

| Bonus tracks |                           |          |  |
| N.º          | Título                    | Duración |  |
| 11.          | «I've Thrown It All Away» |          |  |